# Saprinus sphingis
Saprinus sphingis är en skalbaggsart som beskrevs av Henri de Peyerimhoff 1936. Saprinus sphingis ingår i släktet Saprinus och familjen stumpbaggar. Inga underarter finns listade i Catalogue of Life.